# Sistema di guida autonoma
Un sistema di guida autonoma è una complessa combinazione di vari componenti che possono essere definiti come sistemi in cui la percezione, il processo decisionale e il funzionamento dell'automobile sono eseguiti da dispositivi elettronici e macchinari anziché da un guidatore umano e come introduzione dell'automazione nel traffico stradale. Ciò include la movimentazione del veicolo, la destinazione e la consapevolezza dell'ambiente circostante. Quando il sistema automatico ha il controllo del veicolo, consente all'operatore umano di affidare al dispositivo tutte le responsabilità. 

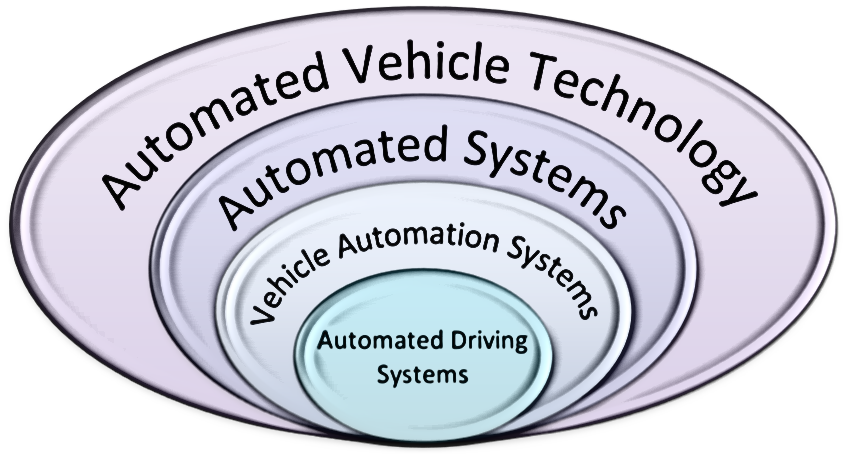
Gerarchia tecnologica dei sistemi di automazione

## Panoramica
Il sistema di guida autonoma è generalmente un pacchetto integrato di singoli sistemi automatizzati che operano in sinergia. La guida autonoma implica che il conducente rinunci alla possibilità di guidare e a tutte le opportune operazioni di controllo e di intervento connesse alla guida, in favore del sistema di automazione del veicolo. Anche se il conducente può essere vigile e pronto ad agire in qualsiasi momento, il sistema di automazione detiene il controllo di tutte le funzioni.
I sistemi di guida autonoma sono spesso vincolati, il che implica che il sistema di automazione è in grado di guidare in modo automatizzato, ma non per tutte le condizioni che si incontrano nel corso del normale utilizzo. Pertanto, un conducente umano è funzionalmente necessario per avviare il sistema di guida automatizzato, e può farlo o meno quando le condizioni di guida rientrano nelle capacità del sistema. Quando il sistema di automazione del veicolo ha assunto tutte le funzioni di guida, l'uomo non è più alla guida del veicolo, ma continua ad assumersi la responsabilità delle prestazioni del veicolo come operatore del veicolo. L'operatore del veicolo automatizzato non è tenuto, dal punto di vista funzionale, a monitorare attivamente le prestazioni del veicolo mentre il sistema di automazione è inserito, ma l'operatore deve essere disponibile a riprendere la guida entro alcuni secondi dal momento in cui gli viene richiesto di farlo, in quanto il sistema ha condizioni di automazione limitate. Mentre il sistema di guida automatizzato è attivato, alcune condizioni possono impedire l'input umano in tempo reale, ma per non più di pochi secondi. L'operatore è in grado di riprendere la guida in qualsiasi momento con questo breve ritardo. Quando l'operatore ha ripreso tutte le funzioni di guida, riassume lo stato di conducente del veicolo.

## Livelli di automazione SAE
Nel 2013 l'agenzia del dipartimento dei trasporti statunitense National Highway Traffic Safety Administration ha introdotto il sistema standard SAE di classificazione con il quale ha definito cinque diversi livelli di automazione, che vanno dal livello 0 (nessuna automazione) al livello 5 (automazione completa). Da allora, l'NHTSA ha aggiornato i propri standard per allinearli al sistema di classificazione definito da SAE International . La SAE ha definito nel documento SAE J3016 sei diversi livelli di automazione che vanno da 0 (nessuna automazione) a 5 (automazione completa).

### Livello 0 - Nessuna automazione
Il conducente ha il controllo completo del veicolo e il sistema non interferisce con la guida. I sistemi che possono rientrare in questa categoria sono i sistemi di allarme anticollisione e i sistemi di avviso di deviazione dalla corsia.

### Livello 1 - Assistenza alla guida
Il conducente ha il controllo del veicolo, ma il sistema può modificare la velocità e la direzione di sterzata del veicolo. I sistemi che possono rientrare in questa categoria sono il cruise control adattivo e il sistema di mantenimento della corsia.

### Livello 2 - Automazione parziale
Il conducente deve essere in grado di controllare il veicolo se sono necessarie delle correzioni, ma non ha più il controllo della velocità e dello sterzo del veicolo. L'assistenza al parcheggio è un esempio di sistema che rientra in questa categoria insieme alla funzione pilota automatico Tesla. Un sistema che rientra in questa categoria è il DISTRONIC PLUS creato dalla Mercedes-Benz. È importante notare che il conducente non deve essere distratto nelle modalità da Livello 0 a Livello 2.

### Livello 3 - Automazione condizionale
Il sistema ha il controllo completo delle funzioni del veicolo, come la velocità, lo sterzo e il monitoraggio dell'ambiente in condizioni specifiche. Tali condizioni specifiche possono essere soddisfatte quando si è su una strada delimitata da recinzioni, senza incroci, con velocità di guida limitata, in una situazione di guida in un garage, ecc. Un conducente umano deve essere pronto ad intervenire quando il sistema lo richiede. Se il conducente non risponde entro un tempo prestabilito o se si verifica un guasto nel sistema, il sistema deve effettuare una sosta di sicurezza nella corsia di marcia (non è consentito il cambio di corsia). Il conducente può essere distratto solo parzialmente, ad esempio per controllare i messaggi di testo, non è consentito dormire.

### Livello 4 - Alta automazione
Il sistema è in completo controllo del veicolo e la presenza umana non è più necessaria, ma le sue applicazioni sono limitate a condizioni specifiche. Un esempio di sistema in fase di sviluppo che rientra in questa categoria è il servizio di autonoleggio Waymo. Se la condizione di guida va oltre i limiti delle proprie potenzialità, il sistema non deve chiedere l'intervento dell'uomo, ma può scegliere di interrompere il viaggio in modo sicuro, ad esempio parcheggiando l'auto.

### Livello 5 - Automazione completa
Il sistema è in grado di fornire gli stessi risultati di un livello 4, ma può funzionare in tutte le condizioni di guida.  La persona a bordo è equiparata al "carico". Attualmente non esistono sistemi di guida a questo livello.

## Etica e diritto d'autore nella guida autonoma
Con la guida autonoma e le vetture connesse, il mondo dell’automotive è giunto ad un cambiamento radicale per quanto concerne  sia gli aspetti giuridici che quelli etici.
Come riportato nel paragrafo soprastante, la SAE ha creato una scala a 6 livelli per definire il grado di autonomia delle autovetture, dove ai livelli 4 e 5  vengono classificate le vetture autonome, ovvero capaci di prendere autonomamente decisioni relative alla guida , compiendo senza soluzione di continuità, delle scelte tra due o più possibili comportamenti. Ad ogni comportamento corrispondono diversi scenari e conseguenze che possono scatenare problemi relativi all’eticità delle scelte effettuate dalla vettura autonoma e su chi grava la responsabilità di queste scelte.
Per quanto riguarda l’eticità, nell’aprile del 2019 la Commissione Europea, con l’ausilio di un gruppo di esperti sull’IA, ha elaborato un insieme di linee guida etiche per un’intelligenza artificiale affidabile (per una consultazione completa si possono leggere direttamente sul sito).
I risvolti etici delle vetture a guida autonoma sono determinati da situazioni critiche nelle quali il sistema di intelligenza artificiale che controlla il veicolo deve affrontare un imprevisto (ad esempio un pedone che taglia la strada alla vettura) basandosi sulle impostazione fatte dai progettisti dell’IA che portano con sé difficili decisioni morali (ovvero nel caso del pedone, chi sacrifico? Il pedone? I passeggeri? Eventuali altre persone situate al lato della strada?).
Esiste inoltre un problema di responsabilità. Poniamo che l’incidente relativo alla vettura a guida autonoma avvenga a causa di un guasto meccanico: di chi è la responsabilità? Del proprietario della vettura? Del costruttore? Oppure in questo caso del programmatore del sistema di guida?
Per venire incontro ai programmatori dell’IA che progettano un sistema di guida autonoma, un gruppo di ricercatori dell’MIT ( Massachusetts Institute of Technology) ha effettuato, in collaborazione con altre università un sondaggio chiamato “Moral Machine” che ha ottenuto da diverse aree geografiche del mondo, oltre 40 milioni di risposte ad una serie di domande che prospettavano diversi scenari che obbligavano ad una scelta di tipo morale. Le risposte sono state messe in rete e sono a disposizione di chi deve occuparsi di progettazione di un sistema di guida autonoma.
Gli algoritmi che governano le vetture, sono programmati per determinare, nelle varie ipotesi quello che sia il danno maggiore e il danno minore, contando che sulle strade c’è una forte presenza di autovetture prive di sistemi di guida autonoma e quindi il fattore umano è attualmente la parte debole del sistema in quanto difficilmente prevedibile, in maniera standardizzata, nei comportamenti.
Le autovetture a guida autonoma, per poter funzionare correttamente, hanno bisogno di una grande quantità di dati, sia interni che esterni.
Si possono elencare i dati relativi alle prestazioni della vettura, i dati relativi ai percorsi effettuati, alla velocità, alla distanza percorsa e al tempo impiegato per percorrerla, ai consumi di carburante, a tutti i dati rilevabile dall’infotainment della vettura (ad esempio la posizione rilevabile dal sistema GPS, le preferenze del guidatore per l’ascolto di canali radio, ecc.).
Vi sono poi i dati esterni che la vettura raccoglie dall’ambiente ed eventualmente anche dal colloquio con altre vetture autonome.
I dati tecnici relativi alla vettura vengono raccolti in maniera anonima ma abbinandoli alla vettura e al suo proprietario è possibile che diventino dati personali.
Per tutta questa mole di dati, si pongono vari problemi. Innanzi tutto bisogna stabilire chi può essere considerato proprietario dei dati che vengono generati dal veicolo.
Era stata avanzata dalla Commissione Giuridica del Parlamento Europeo, in un emendamento su un parere relativo alla guida autonoma, l’ipotesi che l’acquisizione dei dati generati dalle vetture a guida autonoma possa essere soggetta alle norme sul diritto d’autore.
Inoltre, in caso di vendita del veicolo, bisognerà provvedere alla cancellazione dei dati riferibili al proprietario precedente.
Il Parlamento Europeo, nei principi generali della procedura di iniziativa 2018/2089 (INI) prevede:
- al punto 8 “evidenzia che occorre valutare azioni legislative volte a garantire un accesso equo, sicuro, in tempo reale e tecnologicamente neutro ai dati di bordo dei veicoli per taluni soggetti terzi…”;
- al punto 15 “osserva che è indispensabile disporre di dati di bordo e di percorso affidabili al fine di conseguire la guida autonoma e connessa in uno spazio unico europeo dei trasporti….”;
- al punto 16 “prende atto che occorre fornire urgentemente certezza giuridica agli utenti e alle parti interessate per quanto riguarda la conformità dei veicoli autonomi alla principale legislazione in vigore, con particolare riferimento alla normativa sulla vita privata e le comunicazioni elettroniche e al regolamento generale sulla protezione dei dati…”.